# Akagi (szczyt)
Akagi (jap. 赤城山 Akagi-yama) – stratowulkan w prefekturze Gunma, na wyspie Honsiu, w Japonii.
Szczyt wznosi się na wysokość 1828 m n.p.m. Kaldera wulkanu ma 4 km długości i 3 km szerokości. 
Nie jest znana pewna data ostatniej erupcji. Wybuchy w latach 1251 i 1938 nie zostały wystarczająco dobrze potwierdzone.